# Lezha
Lezha (albanska: Lezhë med böjningsformen Lezha; grekiska: Lissós; italienska: Lissa, Alessio) är en kuststad och kommun i Lezhë prefektur i nordvästra Albanien. Grundad av Dionysios d.ä., tyrannen av Syrakusa. Invånarantalet är 51 354 i kommunen, varav 14 687 i den egentliga staden, enligt folkräkningen från 2023.

## Ortnamnet
Det antika namnet ses som ett grekiskt ord, lissós. Staden heter på latin Lissus och Lissum.

## Historia
Under den antika tiden i Illyrien var staden känd under namnet Lissus. I romersk tid var den en del av provinsen Epirus Nova.
Jonima eller Gjonima var en arberisk (albansk) adelsfamilj under medeltiden som hade staden Lezha i sin ägo. Den arberiske herren Vladislav Jonima från denna familj blev erkänd av påven som härskare över ett område kring Lezha år 1319. Furstendömet Dukagjini hade Lezha som sin huvudstad.
Under medeltiden bytte staden händer flera gånger fram till att venetianerna tog kontroll över den år 1386. År 1478 föll staden i turkarnas händer, parallellt med belägringen av Shkodra, men återgick till venetianerna under en kort period (mellan åren 1501-1506).
Lezhaligan var när Skanderbeg år 1444 förenade alla albanska furstar i staden för att kriga mot Osmanska riket. Det är också staden där Skanderbeg dog av feber. Staden hyser ett gravmonument över honom.

## Slott
Staden har ett slott, Kalaja e Lezhës, som byggdes åter av både venetianer (på 1440-talet) och osmaner (år 1522) och var i familjen Dukagjinis ägo.
Under kejsaren Justinianus I:s styre 527-565 nämndes stadens slott möjligen som Alistion i Hierokles "Synekdemos".
De antika murarna som omgärdade staden täckte en yta av 20 hektar och var konstruerade av trapezoidala och polygonala stenblock. Deras tjocklek varierade mellan 3,20 och 3,50 meter, medan varje stenblock hade en bredd på mellan 0,60 och 1,60 meter och en höjd på mellan 0,30 och 0,60 meter. Murarna sträckte sig från en kulle ner mot floden Drini och var utrustade med strategiskt placerade portar och torn för stadens försvar. Vissa portar var dessutom utformade för att möjliggöra passage för vagnar. Uppskattningar tyder på att murarna uppfördes omkring 300-talet f.Kr.